# Ágúst Þór Jóhannsson
Ágúst Þór Jóhannsson (* 19. Februar 1977) ist ein isländischer Handballtrainer.

## Karriere
Ágúst Þór Jóhannsson war in den Jahren 2001 und 2002 als Trainer der isländische Frauen-Nationalmannschaft tätig. Später trainierte bis zum Jahre 2009 die Männermannschaft von Grótta und übernahm daraufhin den norwegischen Frauen-Erstligisten Levanger HK. Ab 2011 trainierte er erneut die isländische Nationalmannschaft, die unter seiner Leitung den 12. Platz bei der Weltmeisterschaft sowie den 15. Platz bei der Europameisterschaft 2012 belegte. Im März 2012 wurde er von seinen Aufgaben bei Levanger HK entbunden. Ágúst Þór Jóhannsson trainierte ab Juli 2013 bis Februar 2014 den dänischen Frauen-Erstligisten SønderjyskE Håndbold. Ab 2014 trainierte er zwei Jahre Víkingur Reykjavík. Im Jahre 2016 beendete Ágúst Þór Jóhannsson seine Trainertätigkeit bei der isländischen Nationalmannschaft.
Ágúst Þór Jóhannsson trainierte in der Saison 2016/17 die Männermannschaft von KR Reykjavík. Anschließend übernahm er das Traineramt der Frauenmannschaft von Valur Reykjavík. Ab August 2018 bis Mai 2020 betreute er zusätzlich die färöische Frauen-Handballnationalmannschaft. Direkt anschließend übernahm er das Traineramt der isländischen U-16-Nationalmannschaft sowie das Co-Traineramt der isländischen Nationalmannschaft. Die Mannschaft der U-16-Nationalmannschaft begleitete er ein Jahr später in die nächstältere U-18-Nationalmannschaft.

## Sonstiges
Seine beiden Töchter Ásdís Þóra Ágústsdóttir und Lilja Ágústsdóttir spielen Handball.